# 神水交差点停留場
神水交差点停留場（くわみずこうさてん ていりゅうじょう）は、熊本県熊本市中央区神水本町および東区健軍二丁目にある熊本市交通局（熊本市電）の電停。停留所番号は22。A系統・B系統が停車する。
2011年（平成23年）3月1日に神水橋停留場（副駅名：市民病院前停留場）から神水・市民病院前停留場に改称、さらに、市民病院の移転に伴い2019年（令和元年）10月1日に神水交差点停留場に改称された。
通勤ラッシュ時の辛島町方面の電車は、始発の健軍町の時点で満員状態であり、途中駅では乗車できずに積み残しが発生する状態が続いていた。このため2021年11月には試験的に当停留場発の電車が設定され、翌年4月11日のダイヤ改正から正式設定された経緯がある。

## 利用可能な路線
熊本市交通局
- 健軍線 - ■A系統・■B系統

## 歴史

### 年表
- 1945年（昭和20年）5月6日：神水町駅として開業。
- 時期不明：神水橋駅に改称。
- 時期不明：市民病院前（神水橋）駅に改称。
- 1961年（昭和36年）9月15日：神水橋（市民病院前）駅に改称。
- 2011年（平成23年）3月1日：神水・市民病院前停留場に改称。
- 2019年（令和元年）10月1日：神水交差点停留場に改称。

### 停留場名の由来
- 電停の名称である神水交差点は、当電停を挟む形で、電車通りである県道28号熊本高森線と国道57号（通称熊本東バイパス）が交差する交差点の名称。
- 地名である神水の由来は、かつて神水泉と称する湧水があったことによる。

## 停留場構造
相対式2面2線であるが、通町筋電停方面と健軍町電停方面の停留所は神水交差点を挟んで離れている。また健軍校前電停側に折り返し設備がある。横断歩道を渡ってアクセスする。
| のりば               | 路線           | 方向 | 行先                                                 |
| -------------------- | -------------- | ---- | ---------------------------------------------------- |
| 西寄り（中央区神水） | ■A系統         | 上り | 新水前寺駅前・通町筋・辛島町・熊本駅前・田崎橋方面   |
| 西寄り（中央区神水） | ■B系統         | 上り | 新水前寺駅前・通町筋・辛島町・本妙寺入口・上熊本方面 |
| 東寄り（東区健軍）   | ■A系統・■B系統 | 下り | 動植物園入口・健軍町方面                             |

## 利用状況
| 1日乗降人員推移 | 1日乗降人員推移 |
| 年度            | 1日平均人数     |
| --------------- | --------------- |
| 2011年          | 1,417           |
| 2012年          | 1,444           |
| 2013年          | 1,474           |
| 2014年          | 1,369           |
| 2015年          | 1,385           |

## 停留場周辺

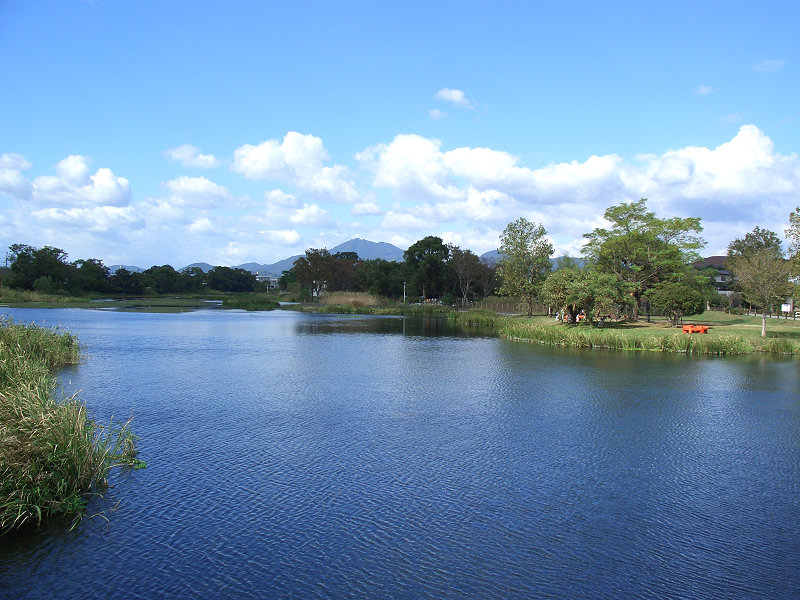
上江津湖

停留所の間には熊本東バイパスが走っている。周辺は住宅街であり、また江津湖に最も近い停留所であるが、住宅街の狭い路地を通るため分かりにくい。
- 健軍川
- 健軍神社参道
- 熊本市立湖東中学校
- スイゼンジノリ発生地（国指定天然記念物）
- 上江津湖（水前寺江津湖公園上江津地区）
- 熊本県市町村自治会館
- 肥後銀行神水支店
- 熊本銀行本店
- 崇教真光熊本中修験道場
- 熊本県立熊本工業高等学校
- 県庁前グリーンホテル

## バス路線
- 神水町（）

2か所ある。うち1か所は国道57号沿い（通称熊本東バイパス）にあり当電停からは離れている。
| 運行事業者                       | 系統                 | 行先 | 備考                                                 |
| 神水町（電車通り側）             | 神水町（電車通り側） | 神水町（電車通り側） | 神水町（電車通り側）                                 |
| -------------------------------- | -------------------- | --- | ---------------------------------------------------- |
| 熊商前・水前寺公園・市役所前方面 |                      | |                                                      |
| 産交バス                         | L4-1                 | 西部車庫（桜町BT、春日校前経由） |                                                      |
| 産交バス                         | L5-1・L6-3           | 桜町BT |                                                      |
| 産交バス                         | L6-3                 | 小島産交（桜町BT、熊本駅前、西高前経由）                                                                                               | 平日6時台1便のみ。                                   |
| 健軍電停方面                     |                      | |                                                      |
| 産交バス                         | L4-1                 | 小楠記念館入口（東区役所） | 行先方向幕は沼山津。                                 |
| 産交バス                         | L5-1                 | 御船（沼山津、東無田経由） |                                                      |
| 産交バス                         | L6-3                 | 木山産交（惣領、木山交通広場経由） | 平日夜間の3便と土曜7時台の便は「木山交通広場」は通過 |
| 神水町（東バイパス側）           |                      | |                                                      |
| 県庁前・水前寺公園・市役所前方面 |                      | |                                                      |
| 産交バス                         | A1-1                 | 富尾団地（京町本丁経由） | 平日7時台1便のみ。                                   |
| 産交バス                         | K1-1・K1-5           | 桜町BT |                                                      |
| 産交バス                         | K1-1                 | 小島産交（桜町BT、熊本駅前、西高前経由）                                                                                               | 平日6時台1便のみ。                                   |
| 熊本バス                         | K系統                | 桜町BT |                                                      |
| 都市バス                         | K6-0                 | 上熊本駅前（壺井橋経由） | 本数少。                                             |
| 郊外方面                         |                      | |                                                      |
| 産交バス                         | K1-1                 | 木山産交（動植物園前、水源二丁目、惣領、木山交通広場経由）                                                                             |                                                      |
| 産交バス                         | K1-1                 | 若葉校前（動植物園前、健軍本通り経由）                                                                                                 | 平日17時台1便のみ。                                  |
| 産交バス                         | K1-5                 | リバーグリーン八幡（熊本中央病院、済生会病院経由）                                                                                     | 平日3便のみ。行先方向幕は川尻町。                    |
| 熊本バス                         | K1-3・K1-4           | （K1-3）城南（画図橋、イオンモール熊本経由）（K1-4）甲佐（画図橋、イオンモール熊本、辺場経由）                                         | 本数少。甲佐行は平日のみ運行。                       |
| 熊本バス                         | K2-1・K2-3           | （K2-1）イオンモール熊本（健軍電停、秋津団地、嘉島町役場前経由）（K2-3）城南（健軍電停、秋津団地、嘉島町役場前、イオンモール熊本経由） | 本数少。城南行は平日のみ運行。                       |
| 熊本バス                         | K2-4・K2-5           | （K2-4）甲佐（健軍電停、秋津団地、御船経由）（K2-5）砥用学校前（健軍電停、秋津団地、御船、甲佐経由）                                   | 砥用行きは本数少。                                   |
| 都市バス                         | K1-2                 | 動植物園西口 | 本数少。                                             |

## 隣の停留場
熊本市交通局
■A系統・■B系統（健軍線）
八丁馬場電停 (21) - 神水交差点電停 (22) - 健軍校前電停 (23)